# 小行星6436
小行星6436（6436 Coco）是一颗绕太阳运转的小行星，为主小行星带小行星。该小行星于1985年5月13日发现。

## 轨道参数
小行星6436的轨道半长轴为2.2395420 UA，离心率为0.091。